# حكايتي مع الزمان (فلم)
حكايتي مع الزمان هو فيلم من بطولة وردة الجزائرية، ورشدي أباظة.

## قصة الفيلم
تنفصل المطربة سهير عن فرقتها وحياتها الفنية تحت ضغط زوجها صلاح صاحب شركة المقاولات الذي يمارس مهنته بشكل غير مشروع، ثم تشتاق سهير للعودة إلى فرقتها وتنتهز فرصة غيابه لكي تعود للفرقه، وحين يعود صلاح يطردها ويحرمها من ابنتها. تستمر سهير في مهنتها وتقع في حب المخرج الاستعراضى بالفرقة إلى أن يتعرض صلاح للخسارة ويطلب من سهير العودة إليه ويعدها بالاستقامة، وأمام ذلك ولرغبتها للعودة لابنتها تقرر سهير العودة لزوجها.

## إنتاج الفيلم
هذا الفيلم على الأغلب هو أول فيلم تمثله وردة بعد عودتها من بلدها الجزائر إثر فترة اعتزال استمرت حوالي عشر سنوات بسبب الزواج، بل لعل أغنية «وحشتوني» (وهي إحدى أغاني الفيلم) هي أول أغنية تغنيها وردة على الإطلاق بعد عودتها من الجزائر. ويمكن اعتباره من أنجح أفلامها.

## أغاني الفيلم
هناك عدة أغاني في الفيلم، منها «حكايتي مع الزمان» (التي يحمل الفيلم اسمها)، «ولولا الملامة» ويمكن اعتبارها من أنجح أغانيها، وهذه الأغاني هي:
| الأغنية          | المؤلف           | الملحن          |
| ---------------- | ---------------- | --------------- |
| لولا الملامة     | مرسي جميل عزيز   | محمد عبد الوهاب |
| وحشتوني          | سيد مرسي         | بليغ حمدي       |
| حكايتي مع الزمان | محمد حمزة        | بليغ حمدي       |
| بكرة يا حبيبي    | عبد الرحيم منصور | كمال الطويل     |
| يا عيوني         | عبد الفتاح مصطفى | محمد الموجي     |

## مصدر
1. ↑  صفحة الفيلم على قاعدة بيانات الأفلام العربية.
2. ↑  عناوين الفيلم

## وصلات خارجية
- مقالات تستعمل روابط فنية بلا صلة مع ويكي بيانات
- حكايتي مع الزمان على موقع الدهليز
- حكايتي مع الزمان على موقع كاروهات